# Kirsten Plötz

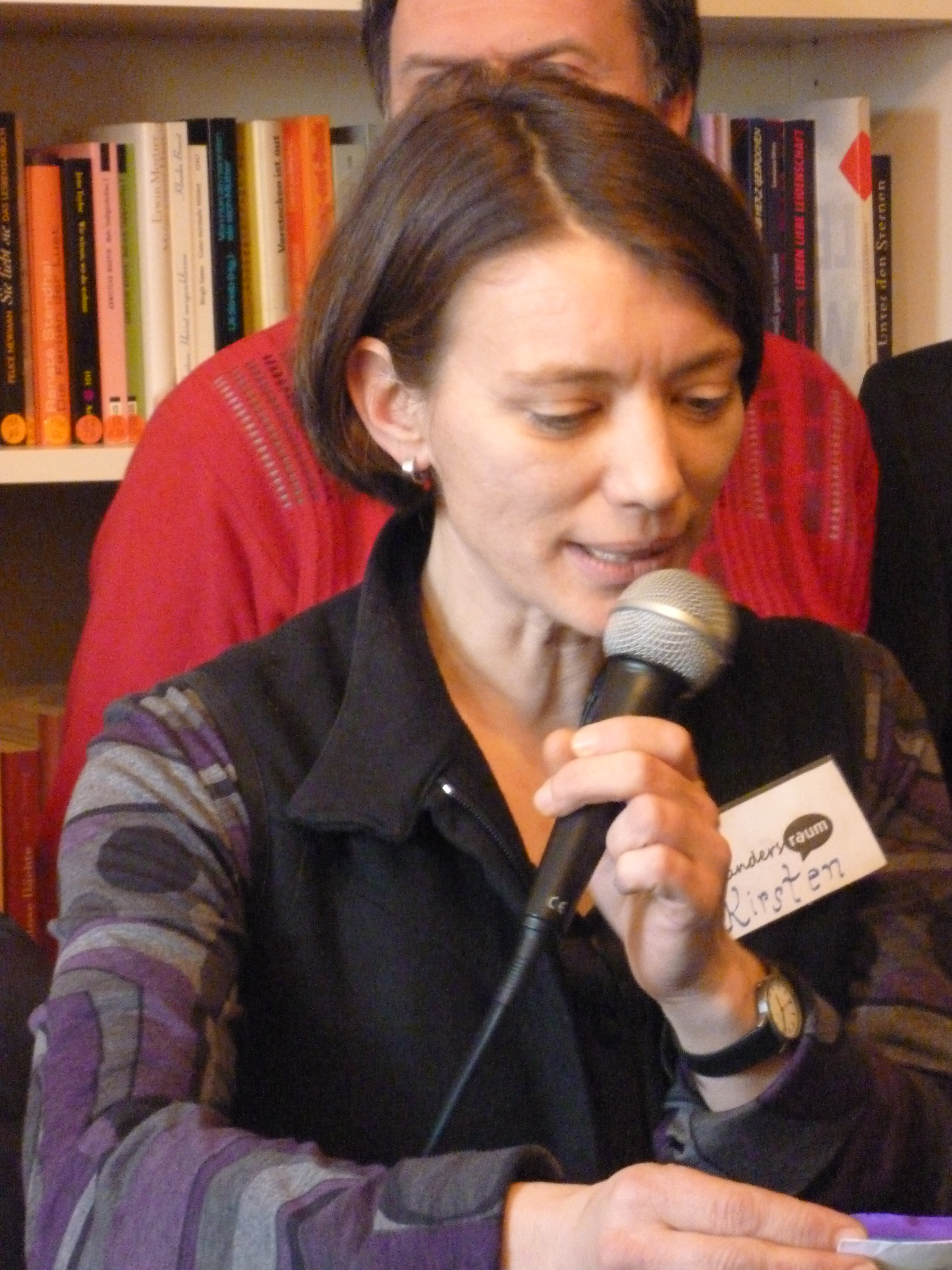
Kirsten Plötz sprach 2012 zur Eröffnung der Begegnungsstätte Andersraum in der Nordstadt von Hannover

Kirsten Plötz (* 1964) ist eine deutsche Historikerin und Sachbuch-Autorin.

## Leben
Kirsten Plötz wurde 1964 geboren und wuchs in Hannover-Limmer auf. Ihre Großeltern väterlicherseits waren überzeugte Nationalsozialisten gewesen, während ihr Opa mütterlicherseits als Sozialdemokrat in einem Konzentrationslager inhaftiert war. Die Familie war sehr musikalisch. Als Kind erlebte Kirsten Plötz schwarze Bluesmusiker im Hause ihrer Eltern, darunter den englischsprachigen „Champion“ Jack Dupree, der die Kinder beim Kochen von „Soul Food“ zuschauen ließ. Nicht zuletzt auch die Anfeindungen der Nachbarn aufgrund solcher Besucher brachten Kirsten Plötz schon in ihren frühen Jahren mit Ausgrenzung und Politik im Alltagsleben in Berührung.
Nach ihrem Schulabschluss studierte Plötz Geschichte und Politik an der Universität Hannover, wo sie ihre „alltags- und geschlechtergeschichtliche Dissertation über ‚alleinstehende‘ Frauen zwischen gesellschaftlicher Normierung und Eigenständigkeit in den ersten zwei Jahrzehnten der Bundesrepublik“ schrieb: Für diese von ihrem Doktorvater Alf Lüdtke geförderte Arbeit wurde Plötz 2002 mit der Note magna cum laude ausgezeichnet.
Neben verschiedenen Veröffentlichungen zur Geschlechtergeschichte, etwa vom lesbischen Leben in der Weimarer Republik, wirkte Kirsten Plötz an mehreren Filmproduktionen mit und arbeitete zeitweilig in Göttingen am Max-Planck-Institut für Geschichte.
Plötz ist verheiratet und lebt in Bremerhaven. Dort forscht sie als freie Historikerin zu lesbischen Themen und erarbeitet Biographien.
Gemeinsam mit Günter Grau erstellte Kirsten Plötz im Auftrag des Instituts für Zeitgeschichte München – Berlin (IfZ) und der Bundesstiftung Magnus Hirschfeld (BMH) die vom Ministerium für Familie, Frauen, Jugend, Integration und Verbraucherschutz Rheinland-Pfalz Ende 2016 herausgegebene Studie Aufarbeitung der strafrechtlichen Verfolgung und Rehabilitation homosexueller Menschen, die die Repressionsgeschichte von Schwulen und Lesben im Rheinland-Pfalz der Nachkriegszeit untersuchte. Zudem wirkte sie als wissenschaftliche Mitarbeiterin für „Public History“ der Abteilung Neuere Geschichte am Historischen Institut der Universität Stuttgart, beim Projekt LSBTTIQ in Baden und Württemberg zur Aufarbeitung der Geschichte lesbischer, schwuler, bisexueller, trans- und intergeschlechtlicher sowie queerer Menschen in Baden und in Württemberg. Für das Land Hessen erforschte Plötz Diskriminierungen gegenüber lesbischer Liebe von den Anfängen des Landes bis in die 1980er Jahre. Das Land Rheinland-Pfalz beauftragte sie, den Entzug des Sorgerechts von Müttern in lesbischen Beziehungen zu erforschen.

## Schriften (Auswahl)
- Als fehle die bessere Hälfte. „Alleinstehende“ Frauen in der frühen BRD 1949–1969, zugleich Dissertation 2002 an der Universität Hannover unter dem Titel „Alleinstehende“ Frauen zwischen gesellschaftlicher Normierung und Eigenständigkeit, Königstein/Taunus: Ulrike Helmer Verlag, 2005, ISBN 978-3-89741-053-4 und ISBN 3-89741-053-2; Inhaltsverzeichnis
- Einsame Freundinnen? Lesbisches Leben während der zwanziger Jahre in der Provinz (=  SchwulLesbische Studien: WerkstattTexte, Bd. 4), 1. Auflage, Hamburg: MännerschwarmSkript-Verlag, 1999, ISBN 978-3-928983-64-8 und ISBN 3-928983-64-4
- Lesbische Alternativen. Alltagsleben, Erwartungen, Wünsche, Königstein/Taunus: Helmer, 2006, ISBN 978-3-89741-191-3 und ISBN 3-89741-191-1; Inhaltsverzeichnis und Inhaltstext
- Wie ist das denn mit denen? Ein paar Seiten für alle, die mehr über das lesbische Leben wissen wollen, Hannover: Niedersächsisches Ministerium für Soziales, Frauen, Familie, Gesundheit und Integration, 2013; Inhaltsverzeichnis; auch als Vollversion (PDF-Dokument) von der Gottfried Wilhelm Leibniz Bibliothek – Niedersächsische Landesbibliothek
- Günter Grau, Kirsten Plötz: Aufarbeitung der strafrechtlichen Verfolgung und Rehabilitierung homosexueller Menschen, in: Bericht der Landesregierung zum Beschluss des Landtags vom 13. Dezember 2012 zur Drucksache 16/1849, hrsg. im Auftrag des Instituts für Zeitgeschichte München – Berlin und der Bundesstiftung Magnus Hirschfeld durch das Ministerium für Familie, Frauen, Jugend, Integration und Verbraucherschutz Rheinland-Pfalz, 2016; als PDF-Dokument in Kurzfassung oder als Langfassung
- Felicitas Grabow: Neue Studie: Rheinland-Pfalz arbeitet die strafrechtlichen Verfolgung und gesellschaftliche Repression von Schwulen und Lesben in der Nachkriegszeit auf der Seite der Bundesstiftung Magnus Hirschfeld vom 24. Januar 2017, zuletzt abgerufen am 17. September 2017